# Cabadin
Le Cabadin est la population vietnamienne de la race Kabardin, élevée dans la province de Thái Nguyên, au Viêt Nam, depuis 1964. De robe uniquement baie, il sert principalement pour le croisement et pour la selle.

## Histoire
D'après les données transmises à la FAO, cette race de chevaux était originellement élevée par les habitants Russes de « Cạp-ca-do », au XVIe siècle. Ces animaux ont été importés et étudiés pour être employés en croisement sur le cheptel équin du Viêt Nam. La première importation remonte à 1964. La race Cabadin ne dispose pas d'un stud-book dans ce pays.

## Description
Les données fournies à la FAO montrent que le poids moyen des mâles à la naissance est de 24 kg, celui des femelles de 18 kg. À l'âge adulte, les mâles atteignent en moyenne 575 kg, et les femelles 475 kg. La robe est uniquement le bai foncé, la peau et le pelage sont d'une teinte uniformément brun foncé. Le Cabadin présente un long corps solide, un dos droit et une taille relativement incurvée. La race est réputée posséder une bonne santé. Lors des tests, le Cabadin a démontré sa capacité à parcourir entre 64 et 120 km quotidiennement pendant 47 jours d'affilée. Il n'est pas répertorié dans l'ouvrage de référence de l'université d'Oklahoma, ni dans l'édition 2002 de celui de CAB International. En revanche, elle figure dans l'édition de 2016.

## Utilisations
Il sert principalement de cheval de selle pour le travail, et de cheval de croisement pour améliorer la taille et la masse des animaux locaux.

## Diffusion de l'élevage
La base de données DAD-IS ne fournit aucun relevé de population, mais d'après le Dr. Le Viet Ly, plusieurs centaines de Cabadins sont présents au Viêt Nam. Ces animaux sont tous situés dans la province de Thái Nguyên. Le Cabadin forme l'une des deux races de chevaux élevées au Viêt Nam, mais les animaux de la race locale, dits Ngua Noi, sont beaucoup plus nombreux. Il est considéré comme une race de chevaux locale de l'Asie. Son niveau de menace est inconnu.